# خانه حاج محمد اصفهانی
خانه حاج محمد اصفهانی مربوط به اوایل دوره پهلوی است و در کاشان، خیابان ملا فتح ا، کوچه دو مسجدان واقع شده و این اثر در تاریخ ۶ اسفند ۱۳۸۵ با شمارهٔ ثبت ۱۷۴۸۹ به‌عنوان یکی از آثار ملی ایران به ثبت رسیده است.